# قانون الأعمال المغربي
قانون الأعمال المغربي هو فرع من فروع القانون الخاص يتضمن مجموعة من الحقوق المتعلقة بشؤون الأعمال. ويستند إلى أحكام القانون المدني المتعلقة بالالتزامات والعقود المنصوص عليها في قانون الالتزامات والعقود المغربي. بالإضافة القانون التجاري، والتقاضي التجارية الذي يدخل في نطاق اختصاص التجارة.